# Szászvárosi Ószövetség

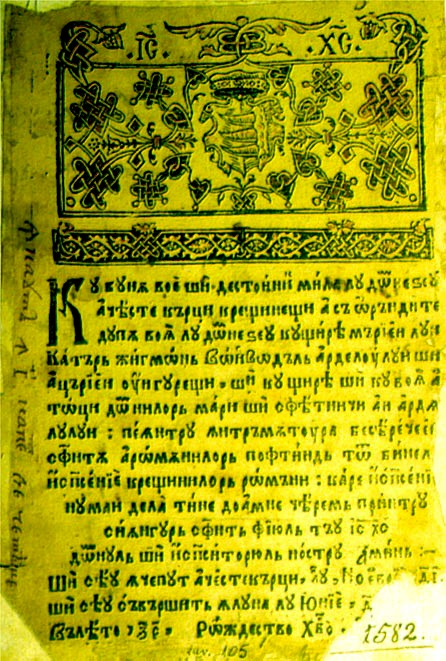
A Szászvárosi Ószövetség egy lapja

A Szászvárosi Ószövetség (románul: Palia de la Orăștie) az Ószövetség első részleges román nyelvű fordítása. A palia (παλαιά szó jelentése görögül „régi”. Ezen a címen adták ki az Ószövetség első két könyvét, a Genezist és az Exodust. A 164 lapos kötetet 1581. november 14. és 1582. július 14. között nyomtatták, nagyszebeni gyártású papírra. 
Az előszó szerint a fordítás Tordosi Mihály román református püspök és négy közreműködőjének munkája: Ștefan Herce és Efrem Zacan (Karánsebes), Moisi Peștișel (Lugos), illetve Achirie, vajdahunyadi esperes. Úgy tartják, hogy az Ószövetség nagyobb részét fordították le, de csak az első két könyv maradt fenn. A nyomtatás költségeit Geszti Ferenc dévai várkapitány állta, a nyomdász Coresi fia, Șerban, és tanítványa, Marien voltak. 
Noha az előszó szerint a fordítás héberből, görögből és az egyházi szláv nyelv szerb változatából készült, a kutatók (Iosif Popovici 1911-ben és Mario Roques 1913-ban) kimutatták az alapul vett szöveg magyar eredetét, amely valószínűleg Heltai Gáspár 1551-es kiadása illetve a Vulgata egy protestáns szellemben átdolgozott példánya lehetett. Már az 1540-es években történtek próbálkozások a románok református hitre való térítésére, majd 1564-től János Zsigmond fejedelem is támogatta az ilyen irányú törekvéseket, például választott román református püspököt nevezett ki és rendelkezett arról, hogy a liturgia nyelve román legyen. A fejedelem maga is beszélt románul (az akkori erdélyi nyelvjárást).
A szövegben a bánsági román nyelvjárás jellemző elemei találhatók meg, mint pl. szláv és magyar eredetű kifejezések. Érdekesség, hogy előszavában első alkalommal írták a 'román' népnevet o-val (român, rumân helyett).
A könyv hat ismert példányából négy a bukaresti akadémiai könyvtárban, egy pedig a gyulafehérvári Batthyáneumban található.